# United States Navy Reserve
L’United States Navy Reserve (USNR) est la réserve de volontaires de la Marine des États-Unis. Jusqu'en 2005, elle était appelée United States Naval Reserve.
Cette réserve de volontaires a été créée en 1915 sous l'impulsion du secrétaire à la Marine Josephus Daniels et d'un de ses adjoints, le futur président Franklin Delano Roosevelt.
En 2012, l'United States Navy Reserve compte 108 718 membres.